# Starland Vocal Band

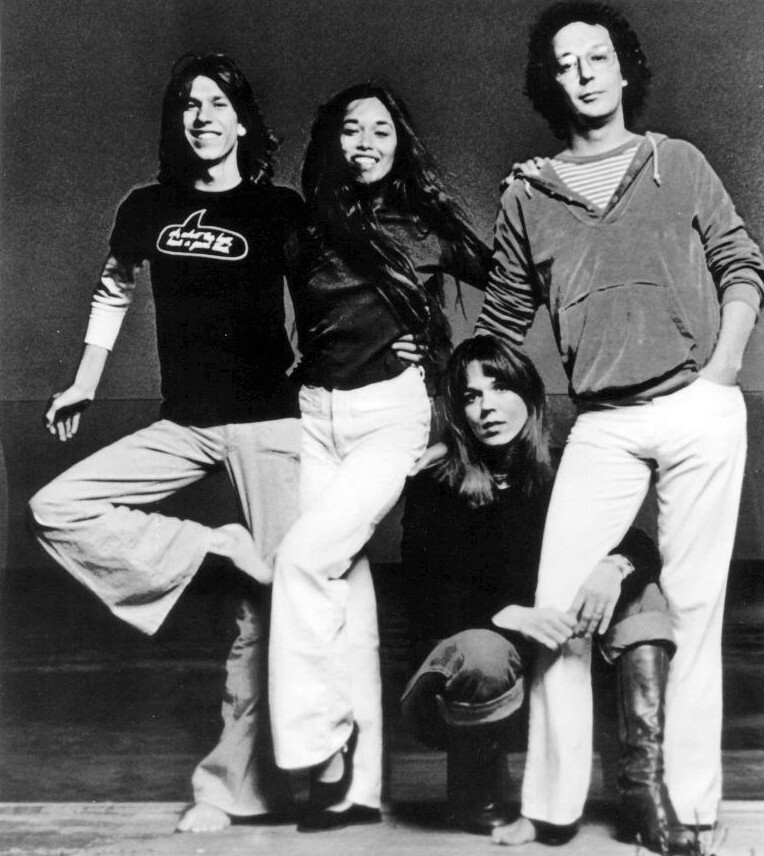
Foto de la banda Starland Vocal Band en 1977

Starland Vocal Band fue un grupo estadounidense de música pop conocido principalmente por la canción "Afternoon Delight", una de las más famosas del año 1976.

## Carrera
El grupo inicialmente se llamó 'Fat City', y estaba compuesto por Bill Danoff y Taffy Nivert que eran marido y mujer.
Posteriormente llegó al grupo Jon Carroll (teclados) y la cantante Margot Chapman. Carroll y Chapman también estaban casados cuando llegaron al grupo pero posteriormente se divorciaron. Tuvieron un hijo llamado Ben Carroll que también es músico.
Su álbum debut se titulaba Starland Vocal Band e incluía "Afternoon Delight". La canción llegó al número 1 en listas y les trajo cinco nominaciones a los premios Grammy de los cuales ganaron dos, Mejor arreglo vocal y Mejor nuevo artista. Su siguiente álbum llamado Rear View Mirror fue un fracaso comparativamente aunque llegó a estar trece semanas en Billboard aunque nunca pasó del puesto 104.
El grupo llegó a tener un programa de televisión en CBS durante seis semanas en el verano de 1977 por donde pasaron el entonces desconocido David Letterman junto a Mark Russell, Jeff Altman y Proctor y Bergman. Finalmente se separaron en 1981 al verse incapaces de replicar su éxito inicial. Posteriormente Danoff y Nivert se divorciaron.
En 1998 Starland Vocal Band se volvió a reunir para unas cuantas presentaciones y en 2007 aparecieron en un programa conmemorativo de los años setenta en una cadena de Nueva Jersey.
Homer Simpson, de la serie norteamericana Los Simpson, tiene un tatuaje de esta banda en su brazo izquierdo.

## Discografía

### Álbumes
- 1976 Starland Vocal Band
- 1977 Rear View Mirror
- 1978 Late Night Radio
- 1979 4 X 4

### Sencillos
- 1976 Afternoon Delight/California Day (Windsong Records GB-10943) Windsong 10588